# Herb prowincji Lääne

Herb prowincji Lääne

Herb prowincji Lääne przedstawia na tarczy w polu czerwonym srebrnego orła o złotym dziobie, łapach i ze złotym nimbem.
Herb przyjęty został 5 lutego 1937 roku. Jest to orzeł św. Jana Ewangelisty herb  biskupstwa ozylskiego (Bistum Ösel-Wiek) istniejącego w latach 1228-1560, na terenach obecnej prowincji.